# أ. بروكس هاريس
أ. بروكس هاريس (بالإنجليزية: A. Brooks Harris)‏ هو فيزيائي وأستاذ جامعي أمريكي، ولد في 25 مارس 1935 في بوسطن في الولايات المتحدة.